# ジュゼッペ・ベッルッツォ
ジュゼッペ・ベッルッツォ（イタリア語: Giuseppe Belluzzo, 1876年11月25日 - 1952年5月21日）はイタリアの政治家、技術者。

## 来歴
1876年にヴェローナで生まれた。ミラノ工科大学等で教鞭をとった。彼は蒸気タービンの専門家で教科書を執筆したり、コンテ・ディ・カブール級戦艦やヴィットリオ・ヴェネト級戦艦に搭載された蒸気タービンを設計した。1907年には蒸気タービン機関車の開発にも参加した。またファシスト党の党員でムッソリーニ政権下では1925年から1928年まで国民経済大臣（Ministro dell'Economia Nazionale）、1928年から1929年にかけて教育大臣（Ministro della Pubblica Istruzione）を務めた。また、蒸気タービンだけなくガスタービンの先駆者でもあった。第二次世界大戦後に逮捕されたが後に釈放された。

## 文献
- Giuseppe Belluzzo. Tecnico e politico nella storia d'Italia 1876-1952: Tecnico e politico nella storia d'Italia 1876-1952 ISBN 8856860643

## 著書
- Belluzzo, Giuseppe. Turbine a vapore ed a gas. U. Hoepli, 1905.
- Belluzzo, Giuseppe. Lo sforzo industriale dell'Italia in guerra. L'italiana, 1917.
- Belluzzo, Giuseppe. Le turbine a vapore. Ulrico Hoepli, 1923.
- Belluzzo, Giuseppe. L'autarchia italiana vista da un ingegnere. U. Hoepli, 1940.

## 特許
- アメリカ合衆国特許第 2,073,605号
- アメリカ合衆国特許第 1,666,590号
- アメリカ合衆国特許第 2,073,191号
- アメリカ合衆国特許第 1,495,663号
- アメリカ合衆国特許第 1,865,551号
- アメリカ合衆国特許第 1,657,192号